# Csandrajáan–1

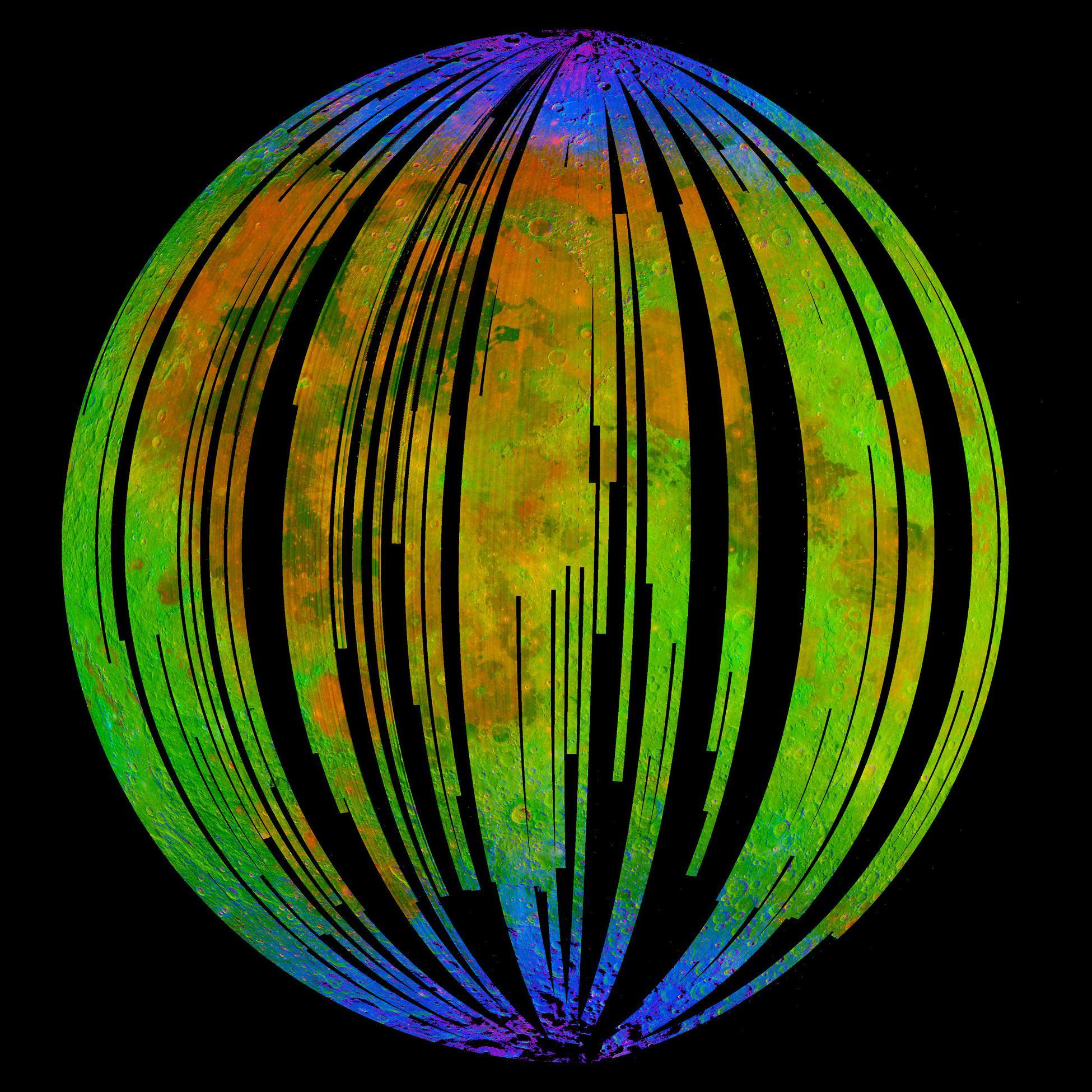
A holdi víz eloszlása a Moon Miearology Mapper műszer mérései alapján

A Csandrajáan–1 (dévanágari írással: चंद्रयान-1; nyugaton: Chandrayaan-1, kiejtéseⓘ) Hold körüli pályára állított első indiai űrszonda. 2008. október 22-én indult, és november elején állt Hold körüli pályára. A Hold ásványtani feltérképezését végezte. Fedélzetén európai és amerikai műszerek is voltak, valamint egy 20 kg tömegű becsapódóegység (impaktor). A program költsége 80 millió dollár volt, az űrszonda tervezett élettartama 2 év lett volna. Az űrszondával a tervezettnél hamarabb, 2009. augusztus 30-án szakadt meg a kapcsolat, tervezési hiányosságok miatt a tervezettnél jobban melegedett, emiatt már korábban több műszerét le kellett kapcsolni. Fő eredménye a vízre utaló bizonyítékok felfedezése a Hold déli pólusának közelében lévő, örökké árnyékos kráterek mélyén.
Az indiai holdprogram folytatása, a Csandrajáan–2 egy kis automata holdjárót szállít 2019-ben. Kína és Japán után India a harmadik ázsiai ország, mely űrszondát állított Hold körüli pályára.

## A küldetés
Az indulás után a szonda a Föld körül egy elnyújtott, 22 860×255 kilométeres ellipszispályára állt, amit fokozatosan, 13 nap alatt növeltek először 37 900 kilométerre, majd később 384 000 kilométerre (ez körülbelül a holdpálya sugara), majd a holdközelség idején, a Hold északi pólusa feletti manőverrel áll át a Hold körüli pályára, melyet az eredeti 5000×500 kilométeresről fokozatosan módosítottak 100 kilométer magasságúra.
A szonda 2008. november 8-án állt elnyúlt (7502×255 kilométeres), Hold körüli poláris pályára, az első műszerét, a TMC sztereokamerát már október 22-én bekapcsolták. A következő napokban a kis, 0,44 kN tolóerejű hajtómű időnkénti bekapcsolásával folyamatosan csökkentették a pálya magasságát, a végleges 100 km-t november 13-án érték el.
A MIP szonda 2008. november 14-én (az indiai űrprogramot elindító Dzsaváharlál Nehru születésnapján) vált le a Csandrajáanról, és mintegy 25 perces repülés után, 2 km/s sebességgel csapódott a holdfelszínbe.
Az űrszondával 2009. augusztus 30-án megszakadt a kapcsolat, ennek fő oka az űrszonda hibás tervezés miatti túlmelegedése volt, ami miatt több műszerét már korábban le kellett állítani.
2017-ben a NASA egyik földi radarja megtalálta az elveszett szondát.

## Az űrszonda méretei
- Hosszúság: 1,5 méter
- Szélesség: 1,5 méter

### Műszerek
- Felszíntérképező sztereó kamera (Terrain Mapping stereo Camera, TMC)[17]
- Nagy felbontású spektrométer (Hyper Spectral Imaging camera, HYSI)[18]
- Lézertávmérő (Lunar Laser Ranging Instrument, LLRI)[19]
- Nagy energiájú röntgenspektrométer (High Energy X-ray Spectrometer, HEX)[20]
- Penetrátor (Moon Impact Probe, MIP)[21]
- Röntgenspektrométer (Chandrayaan-1 X-ray Spectrometer C1XS)[22]
- Közeli infravörös spektrométer (Near-IR Spectrometer SIR-2)[23]
- Kis energiájú atom-analizátor (Sub Kev Atom reflecting Analyser SARA)[24]
- Sugárzásmérő műszer (Radiation Dose Monitor Experiment, RADOM)[25]
- Szintetikus apertúrájú rádiólokátor, a Lunar Reconnaissance Orbiter műszerével megegyező kialakítású (Miniature Synthetic Aperture Radar, MiniSAR)[26]
- Ásványtani térképező műszer (Moon Mineralogy Mapper, M3),[27] mellyel a Hold déli pólusán a vízre utaló bizonyítékokat találták.

## A holdi vízmolekulák kimutatása
Már az 1994-ben fölbocsátott Clementine űrszonda küldött víztartalomra utaló radar-méréseket a Holdról. 1998-ban a Lunar Prospector neutronfluxus mérései jeleztek nagyobb – szintén a víz jelenlétére utaló – hidrogéntartalmat a holdi pólusvidékeken. 1999-ben a Szaturnusz felé tartó Cassini űrszonda szintén mért a Clementine-hoz hasonló színképi adatokat. A Csandrajáan–1 indiai holdszonda mérései az elmúlt háromnegyed évben, majd a Deep Impact űrszonda, (melyet az új üstökös-megközelítés idején már Epoxi űrszondának neveznek), 2009-ben megerősítette az infravörös tartományban korábban már megfigyelt vízmolekula és hidroxil-molekula méréseket.

## Lásd még
- Kaguja
- Csang-o–1
- MIP szonda